# 埃尔梅辛迪
埃尔梅辛迪是葡萄牙波尔图区的一个堂区。总面积7.42平方公里，总人口45000（2005年）人，人口密度5163.7人/平方公里。